# Patrice Évra
Patrice Évra, né le 15 mai 1981 à Dakar, au Sénégal, est un footballeur international français qui évolue au poste d'arrière gauche entre 1998 et 2020.
Durant sa carrière, il porte les couleurs de l'OGC Nice, l'AS Monaco, Manchester United, la Juventus, l'Olympique de Marseille ainsi que West Ham United, et remporte de nombreux titres, notamment cinq championnats d'Angleterre et deux championnats d'Italie. Il joue également cinq finales de Ligue des champions remportant la compétition en 2008.
Avec l'équipe de France, il participe à l'Euro à trois reprises en 2008, 2012 et 2016 et à la Coupe du monde en 2010 et 2014.

## Biographie

### Jeunesse et début de carrière
De confession catholique, Patrice Évra est né à Dakar d'un père sénégalais et d'une mère cap-verdienne, Patrice Évra arrive à 12 mois en Europe avec son père, qui travaille à l'ambassade du Sénégal de Bruxelles puis dans une usine en région parisienne, alors que Patrice a trois ans, et une famille de 24 frères et sœurs. Il est élevé aux Ulis par sa mère, son père étant parti alors qu'il a dix ans.
Évra commence le football dans le club de sa ville d'adoption, au CO Les Ulis, jusqu'en moins de 13 ans. Il tente ensuite sa chance à Brétigny-sur-Orge, club phare du football amateur en Essonne. Il évolue alors comme ailier gauche des moins de 17 ans nationaux. Il effectue ensuite des essais au Paris Saint-Germain puis au Stade rennais. Évra est remarqué par un recruteur italien de la capitale qui le conseille au responsable du recrutement du Torino FC. À l'été 1998, le jeune joueur part faire un essai, concluant, mais le club turinois dirige alors le Français vers SC Marsala, en Serie C1 (D3). Un an plus tard, il est repéré et courtisé par plusieurs gros clubs italiens. Il rejoint le Monza Calcio (Serie B) dès le mois d'août 1999, à 18 ans. Il ne dispute que dix matchs avant de se brouiller avec son entraîneur qui le confine au banc de touche.

### OGC Nice
En septembre 2000, Patrice Évra revient en France, à l'OGC Nice descendu en D2. Il arrive sûr de lui, au point d'être catalogué prétentieux et avec la grosse tête par les autres membres du vestiaire. Un mois plus tard, il commence sa carrière professionnelle en France par une lourde défaite à Châteauroux (7-2) au poste de milieu gauche. Au début de la saison suivante, le 28 juillet 2001, les Aiglons reçoivent Laval (2-1). Au poste d'arrière gauche, Scotto se blesse au cours de la rencontre et Sandro Salvioni demande à Évra de reculer d'un cran. Il reste ensuite à ce poste défensif, à contre-cœur au départ. Dès lors, il s'épanouit entièrement, devient titulaire indiscutable à ce poste, et finit l'exercice en étant primé meilleur latéral gauche du championnat. Son apport dans le jeu azuréen contribue à la remontée du club en Ligue 1.

### AS Monaco
À la suite des problèmes que rencontre le club azuréen durant l'été 2002, Évra est recruté par l'AS Monaco. Il joue son premier match pour Monaco le 3 août 2002, lors de la première journée de la saison 2002-2003 face à l'ES Troyes AC. Son équipe s'impose par quatre buts à zéro ce jour-là. Il s'impose comme un titulaire au poste d'arrière gauche dès sa première saison, durant laquelle le club termine deuxième du championnat. Évra est alors l'un des représentants de la nouvelle vague monégasque et brille notamment lors de la saison 2003-2004 qui voit Monaco atteindre la finale de la Ligue des champions. Le Français est également élu meilleur espoir du championnat et fait partie de l'équipe-type.
Très affecté par le départ de Didier Deschamps du club monégasque en septembre 2005, Évra quitte à son tour l'AS Monaco lors du marché des transferts hivernal de 2006 pour rejoindre les rangs de Manchester United.

### Manchester United

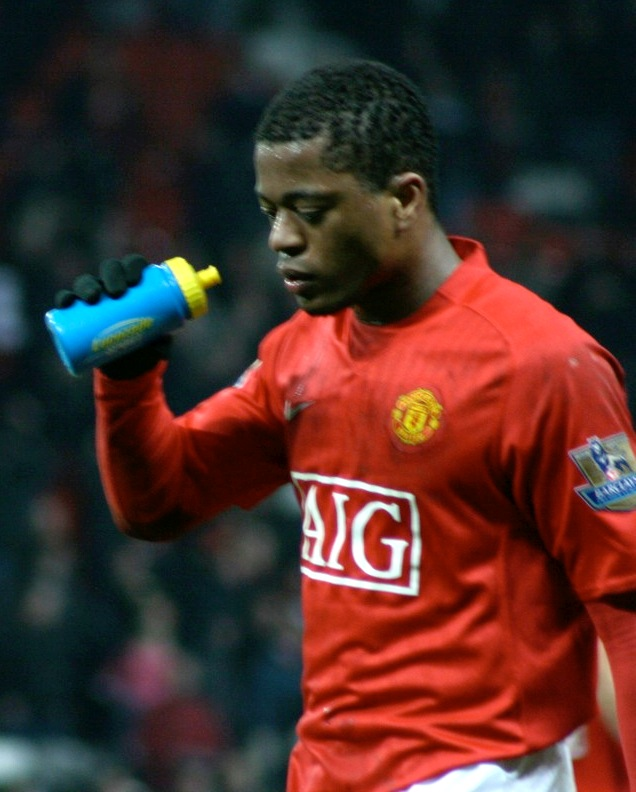
Patrice Évra avec Manchester United en 2008.

Outre-Manche, Évra connaît des difficultés d'adaptation ainsi qu'une blessure qui le relègue rapidement sur le banc de touche. Il fait son retour dans l'équipe en début de saison 2006-2007 et commence à être apprécié des supporters. Il devient progressivement un titulaire indiscutable des Red Devils et obtient le titre de meilleur latéral gauche d'Angleterre de la saison, poussant Gabriel Heinze à s'exiler au Real Madrid.
Avec Manchester United, Évra remporte la Ligue des champions en 2008 et est quintuple champion d'Angleterre en 2007, 2008, 2009, 2011 et 2013.
En 2009, il remporte la League Cup face à Tottenham (0-0, 4-2 aux tirs au but). L'année suivante, le club mancunien remporte une nouvelle fois cette même compétition en battant Aston Villa (2-1). Le 27 mai 2009, Manchester United s'incline en finale de la Ligue des champions face au FC Barcelone (2-0) et Évra doit encore patienter pour devenir le quatrième joueur français à remporter plus d'une Ligue des champions.
Après les blessures de Rio Ferdinand, Gary Neville puis Ryan Giggs, Évra porte plusieurs fois le brassard de capitaine des Red Devils lors de la saison 2009-2010. Il est capitaine pour la première fois de sa carrière à Manchester United le 8 décembre 2009 lors du match de Ligue des champions face au VfL Wolfsburg (3-1). Le 28 février 2010, il devient le second joueur français après Éric Cantona à porter le brassard durant une victoire en compétition majeure lors de la finale de League Cup remportée face à Aston Villa (2-1).
Le 21 février 2011, il prolonge son contrat de trois ans avec Manchester United, ce qui le lie désormais au club anglais jusqu'en 2014. Le 28 mai de la même année, Évra et les Red Devils sont une seconde fois défaits en finale de la Ligue des champions contre le Barça (3-1).
Lors de la saison 2010-2011, le défenseur français est nommé vice-capitaine des Red Devils et devient capitaine lors de la saison suivante pendant toute la durée de l'absence sur blessure de Nemanja Vidić.
Évra se distingue lors de la saison 2012-2013 par ses performances défensives, auxquelles il ajoute un apport offensif. Il marque en effet quatre buts lors des 22 premières journées (deux contre Newcastle, un à l'aller et un au retour (victoires des Red Devils 3-1 et 4-3), un contre Swansea (1-1), un lors de la victoire (2-1) des siens face à Arsenal), soit un de plus que lors de ses sept précédentes saisons au sein de l'effectif mancunien réunies.
En avril 2014, il marque un but de l'extérieur de la surface lors du quart de finale retour de la ligue des champions 2013-2014, sur le terrain du Bayern Munich face à Manuel Neuer, mais il n'empêche pas la défaite et l'élimination de son équipe (3-1; 4-2 score cumulé).
Le 23 mai 2014, alors qu'il était annoncé en partance pour l'Inter Milan, il prolonge son contrat d'un an, ce qui le lie au club mancunien jusqu'en juin 2015.

### Juventus Turin

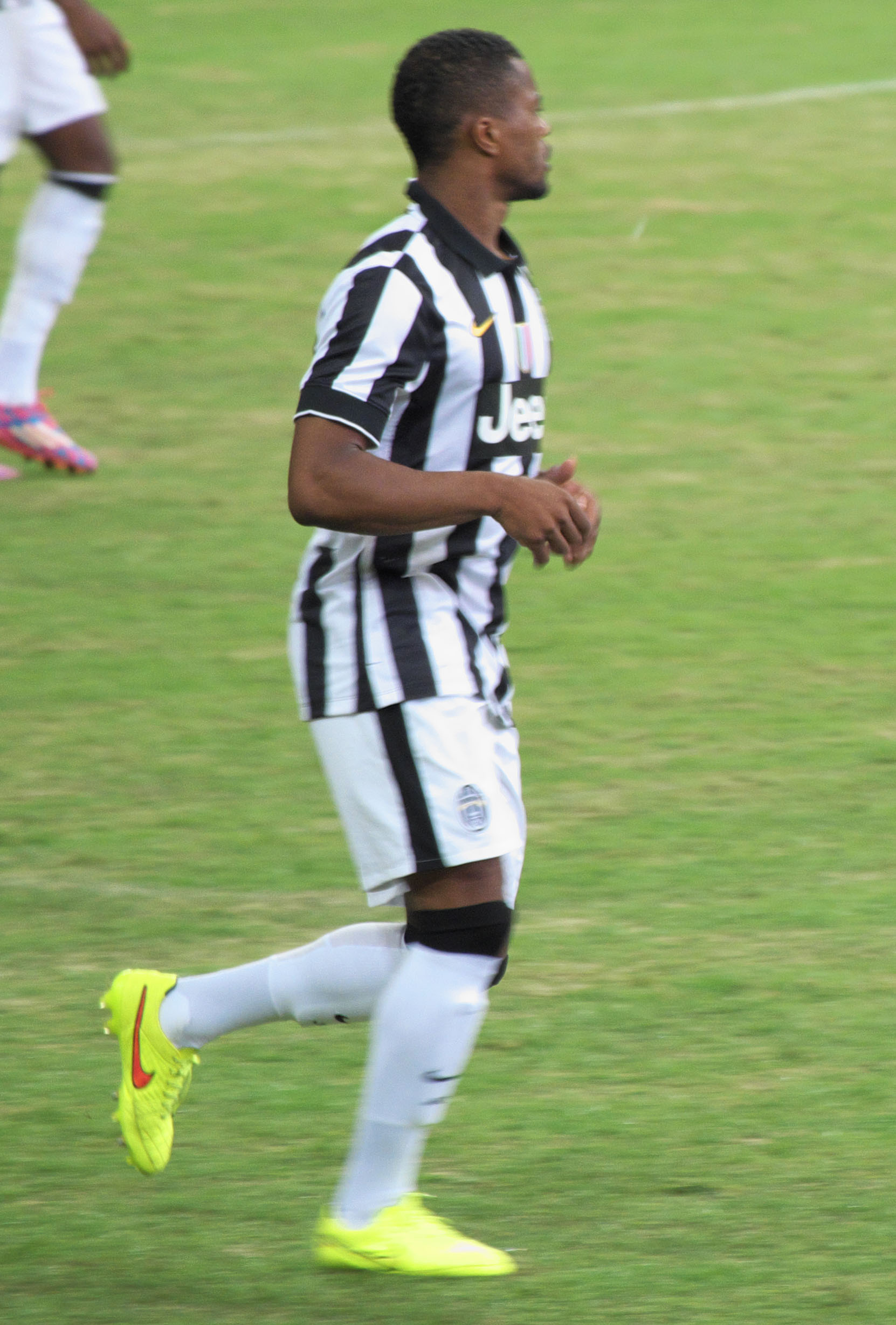
Patrice Évra avec la Juventus.

Le 21 juillet 2014, Évra s'engage pour deux ans avec la Juventus. Il joue son premier match sous ses nouvelles couleurs le 13 septembre 2014 contre l'Udinese Calcio, en championnat. Il est titulaire et son équipe l'emporte par deux buts à zéro. Il inscrit son premier but avec la Juventus le 14 décembre 2014, en ouvrant le score de la tête lors d'un match de championnat face à la Sampdoria. Les deux équipes se séparent sur un match nul ce jour-là (1-1). Durant sa première saison, il participe à la qualification de son club en finale de la Ligue des champions où ils s'inclinent face au FC Barcelone sur le score de trois buts à un le 6 juin 2015. Il joue la cinquième finale de Ligue des champions de sa carrière avec trois clubs différents et un seul titre. Sur le plan national, il remporte le doublé Coupe-Championnat.
Régulièrement titularisé, il remporte un nouveau doublé coupe-championnat lors de sa seconde saison dans le club italien ainsi que la Supercoupe d'Italie. En juin 2016, il prolonge d'une saison son contrat avec les Bianconeri.

### Retour en France à l'Olympique de Marseille
Le 25 janvier 2017, se rapprochant du terme de son contrat avec la Juventus, Patrice Évra s'engage pour une saison et demie avec l'Olympique de Marseille. Deux jours plus tard, il fait ses débuts sous le maillot de l'OM en étant titularisé à l'occasion d'un match de Ligue 1 face au Montpellier HSC remporté cinq buts à un par le club marseillais. Le 17 février suivant, il porte le brassard de capitaine contre le Stade rennais en l'absence de Bafétimbi Gomis et Rod Fanni. Le 7 mai 2017, il marque son tout premier but en faisant une tête plongeante sur une passe décisive de Maxime Lopez pour une victoire contre l'OGC Nice deux buts à un.
Il débute titulaire les deux premières rencontres de Ligue 1 de la saison 2017-2018 avant de se voir reléguer sur le banc à la suite de l'arrivée de Jordan Amavi. Sur les mois de septembre et octobre, il ne participe ainsi qu'à quatre rencontres, deux en championnat et deux en Ligue Europa. Son contrat est résilié à l'amiable le 10 novembre 2017 à la suite d'un coup de pied asséné à un supporter marseillais avant un match de Ligue Europa à Guimarães quelques jours plus tôt. Évra est par la même occasion suspendu de toutes compétitions européennes jusqu'à l'issue de la saison par l'UEFA.

### West Ham United
Le 7 février 2018, Patrice Évra s'engage pour six mois avec West Ham United. Le 24 février 2018, il fait ses débuts avec le club contre Liverpool.

### Retraite sportive
Le 29 juillet 2019, il annonce sa retraite et exprime son souhait de se reconvertir en entraîneur.

### En équipe de France
Sélectionné en équipe de France espoirs depuis septembre 2002, Patrice Évra est convoqué en A à partir de mai 2004. Cependant, il ne fait pas partie de la liste des joueurs convoqués pour participer à l'Euro 2004 ni à la Coupe du monde 2006 et ne s'impose pas encore comme un titulaire au sein de l'effectif français, Éric Abidal lui étant souvent préféré.
Patrice Évra est sélectionné par Raymond Domenech pour participer à l'Euro 2008. Il ne joue cependant pas le premier match des Bleus face à la Roumanie (0-0) mais participe au second face aux Pays-Bas (défaite 4-1), ainsi qu'au troisième match de l'Euro face à l'Italie (défaite 0-2), match dont l'issue est fatale pour les Bleus qui sont éliminés de la compétition. À la suite de l'élimination de la France, il s'exprime devant les caméras évoquant « le gâchis » que représente la campagne des Bleus et demande « pardon » aux supporteurs au nom de l'équipe.
Lors du premier des trois matchs de préparation à la Coupe du monde 2010 contre le Costa Rica, il porte pour la première fois de sa carrière le brassard de capitaine de l'équipe de France. Il devient finalement le capitaine officiel de l'équipe à la place de Thierry Henry au début de la Coupe du monde. Le 22 juin 2010, Évra reste sur le banc lors du dernier match contre l'Afrique du Sud et cède le brassard de capitaine à Alou Diarra. Après les mauvaises performances des Bleus lors de ce Mondial, l'ancien international Lilian Thuram demande qu'Évra soit exclu définitivement de l'équipe de France le 2 juillet 2010, en raison de sa responsabilité dans la grève des joueurs. L'arrière gauche écope finalement de cinq matchs de suspension le 17 août suivant.
Le 14 mars 2011, Patrice Évra est rappelé en équipe de France par Laurent Blanc pour disputer le match qualificatif pour l'Euro 2012 contre le Luxembourg le 25 mars et le match amical face à la Croatie trois jours plus tard. Il bénéficie de l'absence d'Éric Abidal, opéré mi-mars d'une tumeur au foie, mais également de son retour au premier plan avec son club.

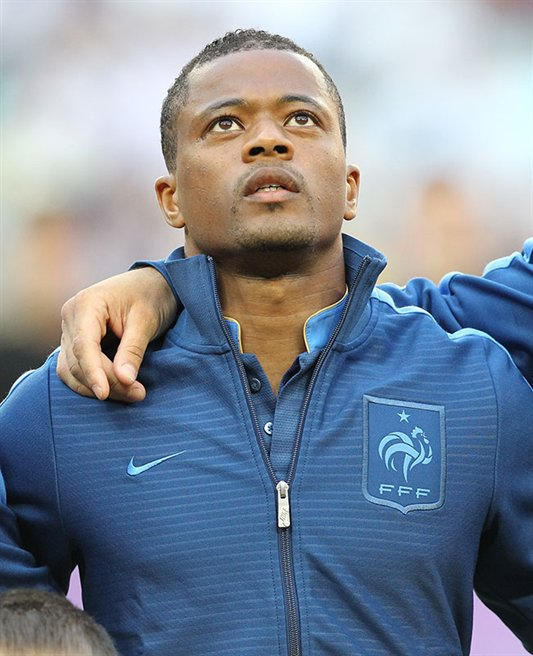
Patrice Évra lors de l'Euro 2012.

En 2012, il fait partie des joueurs sélectionnés par Blanc pour disputer l'Euro 2012. Aligné d'entrée lors du premier match face à l'Angleterre (1-1), Évra ne joue pas le reste de la compétition, Blanc préférant titulariser Gaël Clichy sur le côté gauche de la défense française.
Le 13 mai 2014, le défenseur latéral gauche fait partie de la liste des vingt-trois joueurs choisis pour participer au Mondial brésilien commençant un mois après. La sélection s'incline en quarts de finale contre l'Allemagne. Le 8 juin 2014, lors des matchs de préparation au Mondial, il réalise sa troisième passe décisive avec l'équipe de France pour Blaise Matuidi lors de la victoire des Bleus sur la Jamaïque (8-0) en match de préparation à cette Coupe du monde au Brésil.
Il fait partie de la liste des vingt-trois joueurs français sélectionnés pour disputer l'Euro 2016. Titulaire lors de tous les matchs de la compétition, la sélection atteint la finale avant de s'incliner contre le Portugal lors de la prolongation. Il s'agit là de sa cinquième défaite en six finales européennes. Après l'Euro, il n'est plus sélectionné par Didier Deschamps pensant à la Coupe du monde 2018. Troisième dans la hiérarchie des arrières gauches, il est appelé par le sélectionneur pour pallier le forfait de Layvin Kurzawa en novembre 2016. À l'occasion de cette dernière sélection, il joue son dernier match avec les Bleus face à la Suède au Stade de France (victoire 2-1).

## Style de jeu
Évra commence sa carrière comme attaquant. Lors de son passage à Nice, il est repositionné comme défenseur par son entraîneur Sandro Salvioni et est même élu dans la foulée meilleur latéral gauche de Ligue 2 en 2002. Il est aussi bien capable d'évoluer dans un système à quatre qu'à trois (en 3-5-2 par exemple) défenseurs. Il est capable d'apporter beaucoup offensivement, notamment en délivrant des passes décisives, même si ses qualités défensives sont parfois critiquées,,. Doté de bonnes qualités athlétiques, il base principalement son jeu sur son explosivité et sa forte activité dans son couloir,. Il se blesse également rarement.
Doté d'un fort ego et d'un tempérament de meneur, homme fort dans le vestiaire, son autorité lui vaut souvent d’être capitaine,,.

## Statistiques
| Saison                | Club                   | Championnat           | Championnat | Championnat | Championnat | Coupe nationale | Coupe nationale | Coupe nationale | Coupe de la Ligue | Coupe de la Ligue | Coupe de la Ligue | Supercoupe | Supercoupe | Supercoupe | Compétition(s) continentale(s) | Compétition(s) continentale(s) | Compétition(s) continentale(s) | Compétition(s) continentale(s) | Autres compétitions | Autres compétitions | Autres compétitions | Autres compétitions | France | France | France | Total | Total | Total |
| Saison                | Club                   | Division              | M.          | B.          | P.d.        | M.              | B.              | P.d.            | M.                | B.                | P.d.              | M.         | B.         | P.d.       | Comp.                          | M.                             | B.                             | P.d.                           | Comp.               | M.                  | B.                  | P.d.                | M.     | B.     | P.d.   | M.    | B.    | P.d.  |
| 1998-1999             | SC Marsala             | Serie C1              | 24          | 3           | 0           | 3               | 3               | 0               | -                 | -                 | -                 | -          | -          | -          | -                              | -                              | -                              | -                              | -                   | -                   | -                   | -                   | -      | -      | -      | 27    | 6     | 0     |
| Sous-total            | Sous-total             | Sous-total            | 24          | 3           | 0           | 3               | 3               | 0               | -                 | -                 | -                 | -          | -          | -          | -                              | -                              | -                              | -                              | -                   | -                   | -                   | -                   | -      | -      | -      | 27    | 6     | 0     |
| 1999-2000             | Monza Calcio           | Serie B               | 3           | 0           | 0           | 4               | 0               | 0               | -                 | -                 | -                 | -          | -          | -          | -                              | -                              | -                              | -                              | -                   | -                   | -                   | -                   | -      | -      | -      | 7     | 0     | 0     |
| Sous-total            | Sous-total             | Sous-total            | 3           | 0           | 0           | 4               | 0               | 0               | -                 | -                 | -                 | -          | -          | -          | -                              | -                              | -                              | -                              | -                   | -                   | -                   | -                   | -      | -      | -      | 7     | 0     | 0     |
| 2000-2001             | OGC Nice               | Ligue 2               | 5           | 0           | 0           | -               | -               | -               | -                 | -                 | -                 | -          | -          | -          | -                              | -                              | -                              | -                              | -                   | -                   | -                   | -                   | -      | -      | -      | 5     | 0     | 0     |
| 2001-2002             | OGC Nice               | Ligue 2               | 35          | 1           | 0           | 1               | 0               | 0               | 1                 | 0                 | 0                 | -          | -          | -          | -                              | -                              | -                              | -                              | -                   | -                   | -                   | -                   | -      | -      | -      | 37    | 1     | 0     |
| Sous-total            | Sous-total             | Sous-total            | 40          | 1           | -           | 1               | 0               | -               | 1                 | 0                 | -                 | -          | -          | -          | -                              | -                              | -                              | -                              | -                   | -                   | -                   | -                   | -      | -      | -      | 42    | 1     | 0     |
| 2002-2003             | AS Monaco FC           | Ligue 1               | 36          | 1           | 1           | 1               | 0               | 0               | 4                 | 0                 | 0                 | -          | -          | -          | -                              | -                              | -                              | -                              | -                   | -                   | -                   | -                   | -      | -      | -      | 41    | 1     | 1     |
| 2003-2004             | AS Monaco FC           | Ligue 1               | 33          | 0           | 2           | 1               | 0               | 0               | -                 | -                 | -                 | -          | -          | -          | C1                             | 13                             | 0                              | 1                              | -                   | -                   | -                   | -                   | -      | -      | -      | 47    | 0     | 3     |
| 2004-2005             | AS Monaco FC           | Ligue 1               | 36          | 0           | 2           | 5               | 1               | 0               | 2                 | 0                 | 0                 | -          | -          | -          | C1                             | 9                              | 0                              | 0                              | -                   | -                   | -                   | -                   | 5      | 0      | 0      | 57    | 1     | 2     |
| 2005-2006             | AS Monaco FC           | Ligue 1               | 15          | 0           | 1           | -               | -               | -               | 1                 | 0                 | 0                 | -          | -          | -          | C1+C3                          | 2+5                            | 0                              | 0+1                            | -                   | -                   | -                   | -                   | -      | -      | -      | 23    | 0     | 2     |
| Sous-total            | Sous-total             | Sous-total            | 120         | 1           | 6           | 7               | 1               | 0               | 7                 | 0                 | 0                 | -          | -          | -          | -                              | 29                             | 0                              | 2                              | -                   | -                   | -                   | -                   | 5      | 0      | 0      | 168   | 2     | 8     |
| 2005-2006             | Manchester United      | Premier League        | 11          | 0           | 0           | 1               | 0               | 0               | 2                 | 0                 | 0                 | -          | -          | -          | -                              | -                              | -                              | -                              | -                   | -                   | -                   | -                   | -      | -      | -      | 14    | 0     | 0     |
| 2006-2007             | Manchester United      | Premier League        | 24          | 1           | 4           | 4               | 0               | 0               | 1                 | 0                 | 0                 | -          | -          | -          | C1                             | 7                              | 1                              | 0                              | -                   | -                   | -                   | -                   | 1      | 0      | 0      | 37    | 2     | 4     |
| 2007-2008             | Manchester United      | Premier League        | 33          | 0           | 1           | 4               | 0               | 0               | -                 | -                 | -                 | 1          | 0          | 1          | C1                             | 11                             | 0                              | 1                              | -                   | -                   | -                   | -                   | 7      | 0      | 0      | 56    | 0     | 3     |
| 2008-2009             | Manchester United      | Premier League        | 28          | 0           | 2           | 3               | 0               | 0               | 2                 | 0                 | 0                 | 1          | 0          | 0          | C1                             | 11                             | 0                              | 0                              | SE+CMC              | 1+2                 | 0                   | 0                   | 7      | 0      | 1      | 55    | 0     | 3     |
| 2009-2010             | Manchester United      | Premier League        | 38          | 0           | 3           | -               | -               | -               | 3                 | 0                 | 0                 | 1          | 0          | 0          | C1                             | 9                              | 0                              | 0                              | -                   | -                   | -                   | -                   | 12     | 0      | 0      | 63    | 0     | 3     |
| 2010-2011             | Manchester United      | Premier League        | 35          | 1           | 1           | 3               | 0               | 0               | -                 | -                 | -                 | -          | -          | -          | C1                             | 10                             | 0                              | 0                              | -                   | -                   | -                   | -                   | 3      | 0      | 0      | 51    | 1     | 1     |
| 2011-2012             | Manchester United      | Premier League        | 37          | 0           | 4           | 2               | 0               | 1               | -                 | -                 | -                 | 1          | 0          | 0          | C1+C3                          | 5+2                            | 0                              | 0                              | -                   | -                   | -                   | -                   | 7      | 0      | 0      | 54    | 0     | 5     |
| 2012-2013             | Manchester United      | Premier League        | 34          | 4           | 5           | 3               | 0               | 0               | -                 | -                 | -                 | -          | -          | -          | C1                             | 5                              | 0                              | 0                              | -                   | -                   | -                   | -                   | 7      | 0      | 1      | 49    | 4     | 6     |
| 2013-2014             | Manchester United      | Premier League        | 33          | 1           | 3           | -               | -               | -               | 3                 | 1                 | 0                 | 1          | 0          | 1          | C1                             | 8                              | 1                              | 1                              | -                   | -                   | -                   | -                   | 13     | 0      | 1      | 58    | 3     | 6     |
| Sous-total            | Sous-total             | Sous-total            | 273         | 7           | 23          | 20              | 0               | 1               | 11                | 1                 | 0                 | 5          | 0          | 2          | -                              | 67                             | 2                              | 2                              | -                   | 3                   | 0                   | 0                   | 57     | 0      | 3      | 436   | 10    | 31    |
| 2014-2015             | Juventus FC            | Serie A               | 21          | 1           | 2           | 2               | 0               | 1               | -                 | -                 | -                 | 1          | 0          | 0          | C1                             | 10                             | 0                              | 1                              | -                   | -                   | -                   | -                   | 4      | 0      | 0      | 38    | 1     | 4     |
| 2015-2016             | Juventus FC            | Serie A               | 26          | 2           | 3           | 2               | 0               | 0               | -                 | -                 | -                 | 1          | 0          | 0          | C1                             | 6                              | 0                              | 0                              | -                   | -                   | -                   | -                   | 14     | 0      | 0      | 49    | 2     | 3     |
| 2016-2017             | Juventus FC            | Serie A               | 6           | 0           | 0           | -               | -               | -               | -                 | -                 | -                 | 1          | 0          | 0          | C1                             | 6                              | 0                              | 0                              | -                   | -                   | -                   | -                   | 1      | 0      | 0      | 14    | 0     | 0     |
| Sous-total            | Sous-total             | Sous-total            | 53          | 3           | 5           | 4               | 0               | 1               | -                 | -                 | -                 | 3          | 0          | 0          | -                              | 22                             | 0                              | 1                              | -                   | -                   | -                   | -                   | 19     | 0      | 0      | 101   | 3     | 7     |
| 2016-2017             | Olympique de Marseille | Ligue 1               | 11          | 1           | 0           | 1               | 0               | 0               | -                 | -                 | -                 | -          | -          | -          | -                              | -                              | -                              | -                              | -                   | -                   | -                   | -                   | -      | -      | -      | 12    | 1     | 0     |
| 2017-2018             | Olympique de Marseille | Ligue 1               | 4           | 0           | 0           | -               | -               | -               | -                 | -                 | -                 | -          | -          | -          | C3                             | 5                              | 0                              | 0                              | -                   | -                   | -                   | -                   | -      | -      | -      | 9     | 0     | 0     |
| Sous-total            | Sous-total             | Sous-total            | 15          | 1           | 0           | 1               | 0               | 0               | -                 | -                 | -                 | -          | -          | -          | -                              | 5                              | 0                              | 0                              | -                   | -                   | -                   | -                   | -      | -      | -      | 21    | 1     | 0     |
| 2017-2018             | West Ham United FC     | Premier League        | 5           | 0           | 0           | -               | -               | -               | -                 | -                 | -                 | -          | -          | -          | -                              | -                              | -                              | -                              | -                   | -                   | -                   | -                   | -      | -      | -      | 5     | 0     | 0     |
| Sous-total            | Sous-total             | Sous-total            | 5           | 0           | 0           | -               | -               | -               | -                 | -                 | -                 | -          | -          | -          | -                              | -                              | -                              | -                              | -                   | -                   | -                   | -                   | -      | -      | -      | 5     | 0     | 0     |
| Total sur la carrière | Total sur la carrière  | Total sur la carrière | 533         | 16          | 34          | 40              | 4               | 2               | 19                | 1                 | 0                 | 8          | 0          | 2          | -                              | 123                            | 2                              | 5                              | -                   | 3                   | 0                   | 0                   | 81     | 0      | 3      | 807   | 23    | 46    |

## Matchs internationaux
| Matchs internationaux de Patrice Évra | Matchs internationaux de Patrice Évra | Matchs internationaux de Patrice Évra                       | Matchs internationaux de Patrice Évra | Matchs internationaux de Patrice Évra | Matchs internationaux de Patrice Évra        | Matchs internationaux de Patrice Évra                              |
| #                                     | Date                                  | Lieu                                                        | Adversaire                            | Résultat                              | Compétition                                  | Notes                                                              |
| ------------------------------------- | ------------------------------------- | ----------------------------------------------------------- | ------------------------------------- | ------------------------------------- | -------------------------------------------- | ------------------------------------------------------------------ |
| 1                                     | 18 août 2004                          | Stade de la route de Lorient, Rennes, France                | Bosnie-Herzégovine                    | N 1 - 1                               | Match amical                                 | Titulaire, remplacé par Robert Pirès à la 46e minute.              |
| 2                                     | 4 septembre 2004                      | Stade de France, Saint-Denis, France                        | Israël                                | N 0 - 0                               | Éliminatoires de la Coupe du monde 2006      | Titulaire, remplacé par Ludovic Giuly à la 57e minute.             |
| 3                                     | 8 septembre 2004                      | Tórsvøllur, Torshavn, Îles Féroé                            | Îles Féroé                            | V 2 - 0                               | Éliminatoires de la Coupe du monde 2006      | Titulaire.                                                         |
| 4                                     | 13 octobre 2004                       | Stade GSP, Nicosie, Chypre                                  | Chypre                                | V 2 - 0                               | Éliminatoires de la Coupe du monde 2006      | Entre en jeu à la place de Peguy Luyindula à la 65e minute de jeu. |
| 5                                     | 17 novembre 2004                      | Stade de France, Saint-Denis, France                        | Pologne                               | N 0 - 0                               | Match amical                                 | Entre en jeu à la place de Florent Malouda à la 46e minute de jeu. |
| 6                                     | 15 novembre 2006                      | Stade de France, Saint-Denis, France                        | Grèce                                 | V 1 - 0                               | Match amical                                 | Entre en jeu à la place d'Éric Abidal à la 46e minute de jeu.      |
| 7                                     | 22 août 2007                          | Stade Antona Malatinského, Trnava, Slovaquie                | Slovaquie                             | V 1 - 0                               | Match amical                                 | Titulaire.                                                         |
| 8                                     | 13 octobre 2007                       | Tórsvøllur, Torshavn, Îles Féroé                            | Îles Féroé                            | V 6 - 0                               | Éliminatoires de l'Euro 2008                 | Titulaire.                                                         |
| 9                                     | 16 novembre 2007                      | Stade de France, Saint-Denis, France                        | Maroc                                 | N 2 - 2                               | Match amical                                 | Titulaire.                                                         |
| 10                                    | 27 mai 2008                           | Stade des Alpes, Grenoble, France                           | Équateur                              | V 2 - 0                               | Match amical                                 | Entre en jeu à la place de Julien Escudé à la 46e minute de jeu.   |
| 11                                    | 31 mai 2008                           | Stadium, Toulouse, France                                   | Paraguay                              | N 0 - 0                               | Match amical                                 | Titulaire.                                                         |
| 12                                    | 13 juin 2008                          | Stade du Wankdorf, Berne, Suisse                            | Pays-Bas                              | D 1 - 4                               | Premier tour de l'Euro 2008                  | Titulaire.                                                         |
| 13                                    | 17 juin 2008                          | Stade du Letzigrund, Zurich, Suisse                         | Italie                                | D 0 - 2                               | Premier tour de l'Euro 2008                  | Titulaire.                                                         |
| 14                                    | 20 août 2008                          | Ullevi, Göteborg, Suède                                     | Suède                                 | V 3 - 2                               | Match amical                                 | Titulaire.                                                         |
| 15                                    | 6 septembre 2008                      | Stade Ernst-Happel, Vienne, Autriche                        | Autriche                              | D 1 - 3                               | Éliminatoires de la Coupe du monde 2010      | Titulaire.                                                         |
| 16                                    | 11 octobre 2008                       | Stade du Phare, Constanța, Roumanie                         | Roumanie                              | N 2 - 2                               | Éliminatoires de la Coupe du monde 2010      | Titulaire.                                                         |
| 17                                    | 19 novembre 2008                      | Stade de France, Saint-Denis, France                        | Uruguay                               | N 0 - 0                               | Match amical                                 | Titulaire.                                                         |
| 18                                    | 28 mars 2009                          | Stade S.-Darius-et-S.-Girėnas, Kaunas, Lituanie             | Lituanie                              | V 1 - 0                               | Éliminatoires de la Coupe du monde 2010      | Titulaire.                                                         |
| 19                                    | 1er avril 2009                        | Stade de France, Saint-Denis, France                        | Lituanie                              | V 1 - 0                               | Éliminatoires de la Coupe du monde 2010      | Titulaire.                                                         |
| 20                                    | 2 juin 2009                           | Stade Geoffroy-Guichard, Saint-Étienne, France              | Nigeria                               | D 0 - 1                               | Match amical                                 | Titulaire.                                                         |
| 21                                    | 12 août 2009                          | Tórsvøllur, Torshavn, Îles Féroé                            | Îles Féroé                            | V 1 - 0                               | Éliminatoires de la Coupe du monde 2010      | Titulaire.                                                         |
| 22                                    | 5 septembre 2009                      | Stade de France, Saint-Denis, France                        | Roumanie                              | N 1 - 1                               | Éliminatoires de la Coupe du monde 2010      | Titulaire.                                                         |
| 23                                    | 9 septembre 2009                      | Stade de l'Étoile rouge, Belgrade, Serbie                   | Serbie                                | N 1 - 1                               | Éliminatoires de la Coupe du monde 2010      | Titulaire.                                                         |
| 24                                    | 10 octobre 2009                       | Stade de Roudourou, Guingamp, France                        | Îles Féroé                            | V 5 - 0                               | Éliminatoires de la Coupe du monde 2010      | Titulaire.                                                         |
| 25                                    | 14 novembre 2009                      | Croke Park, Dublin, Irlande                                 | République d'Irlande                  | V 1 - 0                               | Barrages de la Coupe du monde 2010           | Titulaire.                                                         |
| 26                                    | 18 novembre 2009                      | Stade de France, Saint-Denis, France                        | République d'Irlande                  | N 1 - 1                               | Barrages de la Coupe du monde 2010           | Titulaire.                                                         |
| 27                                    | 3 mars 2010                           | Stade de France, Saint-Denis, France                        | Espagne                               | D 0 - 2                               | Match amical                                 | Titulaire.                                                         |
| 28                                    | 26 mai 2010                           | Stade Felix-Bollaert, Lens, France                          | Costa Rica                            | V 2 - 1                               | Match amical                                 | Titulaire et capitaine.                                            |
| 29                                    | 30 mai 2010                           | Stade du 7 novembre, Radès, Tunisie                         | Tunisie                               | N 1 - 1                               | Match amical                                 | Titulaire et capitaine, remplacé par Gaël Clichy à la 64e minute.  |
| 30                                    | 4 juin 2010                           | Stade Michel-Volnay, Saint-Pierre, France                   | Chine                                 | D 0 - 1                               | Match amical                                 | Titulaire et capitaine.                                            |
| 31                                    | 11 juin 2010                          | Cape Town Stadium, Le Cap, Afrique du Sud                   | Uruguay                               | N 0 - 0                               | Premier tour de la Coupe du monde 2010       | Titulaire et capitaine.                                            |
| 32                                    | 17 juin 2010                          | Stade Peter-Mokaba, Polokwane, Afrique du Sud               | Mexique                               | D 0 - 2                               | Premier tour de la Coupe du monde 2010       | Titulaire et capitaine.                                            |
| 33                                    | 25 mars 2011                          | Stade Josy-Barthel, Luxembourg, Luxembourg                  | Luxembourg                            | V 2 - 0                               | Éliminatoires de l'Euro 2012                 | Titulaire.                                                         |
| 34                                    | 6 juin 2011                           | Donbass Arena, Donetsk, Ukraine                             | Ukraine                               | V 4 - 1                               | Match amical                                 | Titulaire.                                                         |
| 35                                    | 9 juin 2011                           | Legia Stadium, Varsovie, Pologne                            | Pologne                               | V 1 - 0                               | Match amical                                 | Titulaire.                                                         |
| 36                                    | 2 septembre 2011                      | Stade Qemal-Stafa, Tirana, Albanie                          | Albanie                               | V 2 - 1                               | Éliminatoires de l'Euro 2012                 | Titulaire.                                                         |
| 37                                    | 6 septembre 2011                      | Arena Națională, Bucarest, Roumanie                         | Roumanie                              | N 0 - 0                               | Éliminatoires de l'Euro 2012                 | Titulaire.                                                         |
| 38                                    | 7 octobre 2011                        | Stade de France, Saint-Denis, France                        | Albanie                               | V 3 - 0                               | Éliminatoires de l'Euro 2012                 | Titulaire, remplacé par Anthony Réveillère à la 46e minute.        |
| 39                                    | 11 octobre 2011                       | Stade de France, Saint-Denis, France                        | Bosnie-Herzégovine                    | N 1 - 1                               | Éliminatoires de l'Euro 2012                 | Titulaire.                                                         |
| 40                                    | 27 mai 2012                           | Stade du Hainaut, Valenciennes, France                      | Islande                               | V 3 - 2                               | Match amical                                 | Titulaire.                                                         |
| 41                                    | 5 juin 2012                           | MMArena, Le Mans, France                                    | Estonie                               | V 4 - 0                               | Match amical                                 | Titulaire.                                                         |
| 42                                    | 11 juin 2012                          | Donbass Arena, Donetsk, Ukraine                             | Angleterre                            | N 1 - 1                               | Premier tour de l'Euro 2012                  | Titulaire.                                                         |
| 43                                    | 15 août 2012                          | Stade Océane, Le Havre, France                              | Uruguay                               | N 0 - 0                               | Match amical                                 | Titulaire.                                                         |
| 44                                    | 7 septembre 2012                      | Olympiastadion, Helsinki, Finlande                          | Finlande                              | V 1 - 0                               | Éliminatoires de la Coupe du monde 2014      | Titulaire.                                                         |
| 45                                    | 11 septembre 2012                     | Stade de France, Saint-Denis, France                        | Biélorussie                           | V 3 - 1                               | Éliminatoires de la Coupe du monde 2014      | Titulaire.                                                         |
| 46                                    | 6 octobre 2012                        | Stade Vicente-Calderón, Madrid, Espagne                     | Espagne                               | N 1 - 1                               | Éliminatoires de la Coupe du monde 2014      | Titulaire.                                                         |
| 47                                    | 14 novembre 2012                      | Stade Ennio-Tardini, Parme, Italie                          | Italie                                | V 2 - 1                               | Match amical                                 | Titulaire.                                                         |
| 48                                    | 6 février 2013                        | Stade de France, Saint-Denis, France                        | Allemagne                             | D 1 - 2                               | Match amical                                 | Titulaire.                                                         |
| 49                                    | 26 mars 2013                          | Stade de France, Saint-Denis, France                        | Espagne                               | D 0 - 1                               | Éliminatoires de la Coupe du monde 2014      | Titulaire.                                                         |
| 50                                    | 6 septembre 2013                      | Stade Boris-Paichadze, Tbilissi, Géorgie                    | Géorgie                               | N 0 - 0                               | Éliminatoires de la Coupe du monde 2014      | Titulaire.                                                         |
| 51                                    | 11 octobre 2013                       | Parc des Princes, Paris, France                             | Australie                             | V 6 - 0                               | Match amical                                 | Titulaire, remplacé par Gaël Clichy à la 64e minute.               |
| 52                                    | 15 octobre 2013                       | Stade de France, Saint-Denis, France                        | Finlande                              | V 3 - 0                               | Éliminatoires de la Coupe du monde 2014      | Titulaire.                                                         |
| 53                                    | 15 novembre 2013                      | NSC Olimpiski, Kiev, Ukraine                                | Ukraine                               | D 0 - 2                               | Barrages de la Coupe du monde 2014           | Titulaire.                                                         |
| 54                                    | 19 novembre 2013                      | Stade de France, Saint-Denis, France                        | Ukraine                               | V 3 - 0                               | Barrages de la Coupe du monde 2014           | Titulaire.                                                         |
| 55                                    | 5 mars 2014                           | Stade de France, Saint-Denis, France                        | Pays-Bas                              | V 2 - 0                               | Match amical                                 | Titulaire, remplacé par Lucas Digne à la 46e minute.               |
| 56                                    | 27 mai 2014                           | Stade de France, Saint-Denis, France                        | Norvège                               | V 4 - 0                               | Match amical                                 | Titulaire, remplacé par Lucas Digne à la 46e minute.               |
| 57                                    | 1er juin 2014                         | Allianz Riviera, Nice, France                               | Paraguay                              | N 1 - 1                               | Match amical                                 | Titulaire.                                                         |
| 58                                    | 8 juin 2014                           | Stade Pierre-Mauroy, Villeneuve-d'Ascq, France              | Jamaïque                              | V 8 - 0                               | Match amical                                 | Titulaire.                                                         |
| 59                                    | 15 juin 2014                          | Stade Beira-Rio, Porto Alegre, Brésil                       | Honduras                              | V 3 - 0                               | Premier tour de la Coupe du monde 2014       | Titulaire.                                                         |
| 60                                    | 20 juin 2014                          | Itaipava Arena Fonte Nova, Salvador de Bahia, Brésil        | Suisse                                | V 5 - 2                               | Premier tour de la Coupe du monde 2014       | Titulaire.                                                         |
| 61                                    | 30 juin 2014                          | Stade national de Brasilia Mané Garrincha, Brasilia, Brésil | Nigeria                               | V 2 - 0                               | Huitième de finale de la Coupe du monde 2014 | Titulaire.                                                         |
| 62                                    | 4 juillet 2014                        | Stade Maracanã, Rio de Janeiro, Brésil                      | Allemagne                             | D 0 - 1                               | Quart de finale de la Coupe du monde 2014    | Titulaire.                                                         |
| 63                                    | 4 septembre 2014                      | Stade de France, Saint-Denis, France                        | Espagne                               | V 1 - 0                               | Match amical                                 | Titulaire, remplacé par Lucas Digne à la 67e minute.               |
| 64                                    | 11 octobre 2014                       | Stade de France, Saint-Denis, France                        | Portugal                              | V 2 - 1                               | Match amical                                 | Titulaire.                                                         |
| 65                                    | 26 mars 2015                          | Stade de France, Saint-Denis, France                        | Brésil                                | D 1 - 3                               | Match amical                                 | Titulaire.                                                         |
| 66                                    | 13 juin 2015                          | Elbasan Arena, Elbasan, Albanie                             | Albanie                               | D 0 - 1                               | Match amical                                 | Titulaire.                                                         |
| 67                                    | 4 septembre 2015                      | Estádio José Alvalade XXI, Lisbonne, Portugal               | Portugal                              | V 1 - 0                               | Match amical                                 | Titulaire.                                                         |
| 68                                    | 8 octobre 2015                        | Allianz Riviera, Nice, France                               | Arménie                               | V 4 - 0                               | Match amical                                 | Titulaire.                                                         |
| 69                                    | 13 novembre 2015                      | Stade de France, Saint-Denis, France                        | Allemagne                             | V 2 - 0                               | Match amical                                 | Titulaire.                                                         |
| 70                                    | 25 mars 2016                          | Amsterdam ArenA, Amsterdam, Pays-Bas                        | Pays-Bas                              | V 3 - 2                               | Match amical                                 | Titulaire, remplacé par Lucas Digne à la 46e minute.               |
| 71                                    | 29 mars 2016                          | Stade de France, Saint-Denis, France                        | Russie                                | V 4 - 2                               | Match amical                                 | Titulaire, remplacé par Jérémy Mathieu à la 46e minute.            |
| 72                                    | 30 mai 2016                           | Stade de la Beaujoire, Nantes, France                       | Cameroun                              | V 3 - 2                               | Match amical                                 | Titulaire.                                                         |
| 73                                    | 4 juin 2016                           | Stade Saint-Symphorien, Longeville-lès-Metz, France         | Écosse                                | V 3 - 0                               | Match amical                                 | Titulaire, remplacé par Lucas Digne à la 83e minute.               |
| 74                                    | 10 juin 2016                          | Stade de France, Saint-Denis, France                        | Roumanie                              | V 2 - 1                               | Premier tour de l'Euro 2016                  | Titulaire.                                                         |
| 75                                    | 15 juin 2016                          | Stade Vélodrome, Marseille, France                          | Albanie                               | V 2 - 0                               | Premier tour de l'Euro 2016                  | Titulaire.                                                         |
| 76                                    | 19 juin 2016                          | Stade Pierre-Mauroy, Villeneuve-d'Ascq, France              | Suisse                                | N 0 - 0                               | Premier tour de l'Euro 2016                  | Titulaire.                                                         |
| 77                                    | 26 juin 2016                          | Parc Olympique lyonnais, Décines-Charpieu, France           | République d'Irlande                  | V 2 - 1                               | Huitième de finale de l'Euro 2016            | Titulaire.                                                         |
| 78                                    | 3 juillet 2016                        | Stade de France, Saint-Denis, France                        | Islande                               | V 5 - 2                               | Quart de finale de l'Euro 2016               | Titulaire.                                                         |
| 79                                    | 7 juillet 2016                        | Stade Vélodrome, Marseille, France                          | Allemagne                             | V 2 - 0                               | Demi-finale de l'Euro 2016                   | Titulaire.                                                         |
| 80                                    | 10 juillet 2016                       | Stade de France, Saint-Denis, France                        | Portugal                              | D 0 - 1                               | Finale de l'Euro 2016                        | Titulaire.                                                         |
| 81                                    | 11 novembre 2016                      | Stade de France, Saint-Denis, France                        | Suède                                 | V 2 - 1                               | Éliminatoires de la Coupe du monde 2018      | Titulaire.                                                         |

## Palmarès
| AS Monaco (1) | Manchester United (15) | Juventus (5) | Équipe de France |
| --- | --- | --- | --- |
| - Championnat de France : - Vice-champion en 2003 - Coupe de la Ligue (1) : - Vainqueur en 2003 - Ligue des champions : - Finaliste en 2004 | - Championnat d'Angleterre (5) : - Champion en 2007, 2008, 2009, 2011, 2013 Vice-champion en 2006, 2010, 2012 - FA Cup : - Finaliste en 2007 - League Cup (3) : - Vainqueur en 2006, 2009, 2010 - Community Shield (5) : - Vainqueur en 2007, 2008, 2009, 2011, 2013 - Coupe du monde des clubs (1) : - Vainqueur en 2008 - Ligue des champions (1) : - Vainqueur en 2008 Finaliste en 2009, 2011 | - Championnat d'Italie (2) : - Champion en 2015, 2016 - Coupe d'Italie (2) : - Vainqueur : 2015, 2016 - Supercoupe d'Italie (1) - Vainqueur en 2015 Finaliste en 2016 - Ligue des champions : - Finaliste en 2015 | - Coupe du monde : - Premier tour : 2010 - Quart-de-finaliste : 2014 - Championnat d'Europe : - Premier tour : 2008 - Quart-de-finaliste : 2012 - Finaliste : 2016 |

### En club
Patrice Evra glane son premier titre alors qu'il joue à l'AS Monaco en remportant la Coupe de la Ligue en 2003. Il est également vice-champion de France en 2003 et finaliste de la Ligue des champions en 2004, mais battu par le FC Porto.
Parti ensuite outre-manche, sous les couleurs de Manchester United, il est Champion d'Angleterre à cinq reprises 2007, 2008, 2009, 2011 et 2013. Il remporte la League Cup trois fois en 2006, 2009 et 2010 et le Community Shield quatre fois en 2007, 2008, 2009, 2011 et 2013. Il est également vice-champion d'Angleterre en 2010 et 2012. Sur le plan intercontinental, il joue la finale de la Ligue des champions à trois reprises, la remportant en 2008 contre Chelsea puis s'inclinant contre le FC Barcelone en 2009 et 2011. Il remporte également la Coupe du monde des clubs en 2008.
Il poursuit sa carrière à la Juventus avec qui il est champion d'Italie à deux reprises en 2015 et 2016. Il remporte deux Coupes d'Italie en 2015 et 2016 et une Supercoupe d'Italie en 2015. Il est également finaliste de la Supercoupe d'Italie en 2014 et finaliste de la Ligue des champions pour la cinquième fois de sa carrière en 2015. 

### En sélection
Il est finaliste de l'Euro 2016, battu lors de la prolongation par le Portugal.

## Distinctions personnelles
- Meilleur espoir de Ligue 1 en 2004 aux Trophées UNFP
- Membre de l'équipe-type de Ligue 1 2004 aux Trophées UNFP
- Membre de l'équipe-type de Premier League en 2007, 2009 et 2010
- Membre de l'équipe type FIFPro en 2009
- Membre de l'équipe-type UEFA en 2009

## Hors football

### Affaire judiciaire
En mars 2019, à la suite du match opposant le Paris Saint-Germain à Manchester United en Ligue des champions, il commet une série de dérapages en proférant des insultes homophobes envers le club parisien ainsi que ses supporteurs puis en menaçant physiquement son ancien coéquipier Jérôme Rothen. Son jugement doit avoir lieu le lundi 17 octobre 2022 au tribunal de police de Paris.

### Polémiques
De nombreuses polémiques ont mis en cause Patrice Évra. Lors de la Coupe du monde 2010 en Afrique du Sud où il était capitaine, il fut un des leaders de la grève des joueurs. Il écopa de 5 matchs de suspension infligés par la FFF. Trois autres joueurs furent sanctionnés.
En juillet 2010, l'ancien international Lilian Thuram a demandé devant le Conseil fédéral de la FFF que le capitaine des Bleus au Mondial Patrice Evra ne soit plus jamais convoqué en équipe de France, en raison de sa responsabilité dans la grève des joueurs le 20 juin. « J'ai demandé que les joueurs soient durement sanctionnés et que Patrice Evra ne revienne plus jamais en équipe de France », a déclaré Thuram, membre du Conseil fédéral, à l'issue de la réunion, consacrée au fiasco de l'équipe de France en Afrique du Sud. « Quand vous êtes capitaine de l'équipe de France, il y a une responsabilité, un respect du maillot et des gens à avoir », a ajouté le champion du monde 1998. Evra répond : « Il a sali mon nom sans savoir ce qui s'était passé. Lilian se prend à la fois pour le nouveau sélectionneur, le président de la Fédération et le président de la République », ajoutant : « Il est temps que Lilian arrête de jouer un rôle qui n'est pas le sien en disant que les Bleus contribuent à faire augmenter le racisme. Il ne suffit pas de se balader avec des livres sur l'esclavage, des lunettes et un chapeau pour devenir Malcolm X ».
Le 20 octobre 2013, une nouvelle polémique naît d'une interview du joueur accordée à l'émission Téléfoot. Il s'en prend violemment à plusieurs consultants sportifs dont Pierre Ménès (« s'il arrive à faire huit jongles, j'arrête ma carrière ». Cette promesse ne sera pas tenue malgré le défi relevé par Pierre Ménès.) mais aussi Bixente Lizarazu, Rolland Courbis et Luis Fernandez. Il dénonce leur acharnement contre lui et évoque l'affaire Knysna : « Tous ceux-là, si tu mets Rama Yade arrière gauche, ils vont dire qu'elle est meilleure qu'Évra,, ». Après une discussion en privé, Noël Le Graët et Didier Deschamps décident de ne pas sanctionner Patrice Évra pour ses propos. Néanmoins, son image publique est une nouvelle fois écornée auprès de la presse, jugeant déplacé de la part du capitaine des Bleus de tenir de tels propos,.
Au cours d’un entretien avec William Gallas pour l’émission Transversales en avril 2017, le joueur de l’OM a violemment taclé Christophe Dugarry qui l'avait critiqué. « Si son niveau n’est plus ce qu’il était, il y a bien un domaine où Patrice Evra excelle, se faire des ennemis ». Pat’ envoie ses détracteurs dans les cordes sans jamais les nommer précisément. Il parle de l’attaquant français en l’appelant « Duarig ». Adepte des punchlines, Evra va encore plus loin en critiquant la proximité de Zidane avec Dugarry : «Je pense que, dans tout ça, c’est la seule personne au monde qui sait le nombre exact de poils pubiens que Zinédine Zidane a sur ses bijoux de famille ».
Le 2 novembre 2017, alors qu'il est chambré par plusieurs supporters olympiens pendant l’échauffement du match lors de la quatrième journée de Ligue Europa contre Vitória Guimarães, Patrice Évra donne un coup de pied à un de ces supporters, ce qui lui vaut de recevoir un carton rouge avant même le coup d’envoi du match. C'est le premier joueur à se faire expulser avant le début d'un match dans l'histoire de la Ligue Europa. À la suite de ce geste, la direction de l'Olympique de Marseille publie un communiqué daté du 3 novembre stipulant notamment que « Jacques-Henri Eyraud, président de l’Olympique de Marseille, a rencontré Patrice Évra ce jour et lui a signifié sa mise à pied avec effet immédiat et sa convocation à un entretien préalable à une éventuelle sanction disciplinaire ».
Son caractère instable aurait été exacerbé par un déficit de reconnaissance et une fin de carrière difficile.
Le 29 septembre 2020, sur Instagram, Patrice Évra a vertement critiqué Noël Le Graët pour ses propos controversés sur le racisme qui n'existerait « pas ou peu » dans le football. L'ancien joueur de Manchester United en a profité pour dénoncer des discriminations en équipe de France, notamment lors de visites de figures politiques à Clairefontaine. L'ancien latéral gauche de Manchester United affirme avoir été témoin de faits de racisme en équipe de France, à Clairefontaine : « Au château, tu sais très bien ce qu'il se passe. Combien de lettres racistes on reçoit ? ». Il donne alors des exemples explicites, notamment de courriers qui seraient adressés au sélectionneur : « "Didier reprends tes singes et dégage en Afrique ! Barre-toi avec tes singes et tes gorilles !". Combien de lettres comme ça ? On les cache, mais j'en ai vu certaines. On reçoit même des cartons remplis de caca ».
Patrice Évra relate également des discriminations par rapport à la couleur de peau lors des visites d'un chef de l'État à Clairefontaine : « On sait que l'équipe de France n'appartient à aucun joueur, mais au peuple français. Mais on a quand même des places attribuées. Quand on mange, on a l'habitude de se mettre à côté de ce gars, parce qu'on a de bonnes relations, etc. Mais à chaque fois que le président venait, ou des hommes politiques, tout changeait. J'étais assis là et, d'un seul coup, j'étais au bout de la table. Là où il y avait normalement Mamadou Sakho et Bacary Sagna, beaucoup de sombritude, il fallait changer. On mettait un Hugo Lloris et un Laurent Koscielny et le président au milieu ».
En septembre 2022 il déclare : « Je suis né à Dakar, je joue pour la France. Quand j’étais jeune, mes parents m’ont donné la chance de choisir mon équipe nationale. Parce que j’ai grandi en France, j’ai choisi la France. Mais j’ai compris plus tard que c'est vraiment important de choisir son propre pays. [...] L’une des leçons douloureuses que j’ai apprises avec ce choix est que lorsque vous jouez bien et que vous gagnez, vous êtes Français ; quand l’équipe perd, vous êtes considéré comme un joueur sénégalais » explique-t-il lors de la promotion de son livre.

### Abus sexuels subis à son adolescence
En octobre 2021, il se confie au quotidien britannique The Times et affirme avoir été abusé sexuellement, à l’âge de 13 ans, par un de ses professeurs, principal de collège de  Brétigny-sur-Orge, qui avait proposé à sa mère de l’héberger plusieurs nuits par semaine pour lui éviter des trajets trop importants.

## Filmographie
- 2024 : Numéro 10 de David Diane : lui-même

## Ouvrage
- I love this game, Hugo Sport, 2022.